# Guido Cannetti
Guido Martín Cannetti Álvarez (Mar del Plata, Provincia de Buenos Aires, Argentina; 19 de diciembre de 1979) es un artista marcial mixto argentino que compitió en la división de peso gallo de la Ultimate Fighting Championship. También ha competido en las divisiones de peso pluma y peso ligero antes de unirse a la UFC.

## Biografía
Al principio practicó kickboxing y Muay Thai con su hermano Bruno, quien también es un artista profesional de artes marciales mixtas. Además son copropietarios de un gimnasio de nombre Our Town MMA donde enseñan artes marciales mixtas en Lanús, Argentina.
Es comprometido con su esposa Carolina con la cual tienen dos hijos, Francesco (nacido en 2014) y Filippo (2016).

## Carrera de artes marciales mixtas
Guido Cannetti se convirtió en un luchador profesional de artes marciales mixtas en 2007. Ganó su pelea de debut en la MMA al someter a Santiago Terbalca en una pelea de peso pluma. En su segunda pelea derrotó a Enrique Chimeyo para permanecer invicto. Para su próxima pelea subió a la división de peso ligero para enfrentar a Cristiano Marcello en el evento Bitetti Combat 8 en Brasil pero perdió la pelea por sumisión en el primer asalto.
Cannetti regresó de su derrota y entró en una racha ganadora de cuatro peleas al derrotar a Benjamín Arroyo. Se esperaba que enfrentara a David "Escorpión" Ibérico en un evento de Conviction MMA que se realizará en Argentina. El 7 de julio de 2012 la promoción anunció que Ibérico se retiraba de la pelea tras sufrir una lesión en el hombro. Cannetti, en cambio, se enfrentó a Jack Guzmán en una pelea que marcó su regreso a la división de peso pluma y ganó la pelea por nocaut en el primer asalto. Luego derrotó al veterano de la Bellator MMA y WEC, Rafael Dias en solo 11 segundos en una pelea que marcó su regreso a Brasil.
Posteriormente, Cannetti se probó para el programa de desarrollo de América Latina de UFC y fue aceptado. Como resultado pasó a la división de peso gallo y comenzó a entrenar en la academia Jackson Wink MMA a expensas de UFC. Mientras estaba en Albuquerque derrotó a Eliazar Rodríguez en una pelea que cerró su racha ganadora de cuatro peleas antes de probarse para The Ultimate Fighter en 2014.

### The Ultimate Fighter: América Latina
En mayo de 2014, se reveló que Cannetti era miembro del elenco de The Ultimate Fighter: Latin America, compitiendo por Team Werdum.
En el transcurso del espectáculo fue derrotado en la primera ronda del torneo por el mexicano Marco Beltrán por decisión mayoritaria después de dos rondas. Cuando el luchador ecuatoriano, Marlon Vera se retiró del torneo después de presentar una infección en la piel este fue reemplazado por Guido Cannetti en el torneo, pero fue derrotado por Alejandro Pérez en semifinales por nocaut en la primera ronda.

### Ultimate Fighting Championship
Cannetti hizo su debut oficial en la UFC el 15 de noviembre de 2014 en el evento UFC 180 enfrentándose a su compañero de reparto de The Ultimate Fighter: Latin America, Henry Briones. Después de ser derribado, perdió la pelea por sumisión en el segundo asalto, a pesar del esfuerzo perdido, obtuvo un bono a la Lucha de la Noche.
El 1 de agoato de 2015 se enfrentó a Hugo Viana en UFC 190, ganando la pelea por decisión unánime.
Se esperaba que Cannetti se enfrentara a Marco Beltrán el 5 de noviembre de 2016 en UFC Fight Night: dos Anjos vs. Ferguson, sin embargo fue retirado de la tarjeta después de que USADA lo suspendiera y fuera reemplazado por Joe Soto.
El 14 de enero de 2018 se enfrentó a Kang Kyung-ho en UFC Fight Night: Stephens vs. Choi y perdió la pelea por sumisión en el primer asalto.
Cannetti se enfrentó a Diego Rivas el 19 de mayo de 2018 en UFC Fight Night: Maia vs. Usman, ganó la pelea por decisión unánime.
Cannetti se enfrentó a Marlon Vera el 17 de noviembre de 2018 en UFC Fight Night: Magny vs. Ponzinibbio. Después de ser derribado perdió la pelea a través de una sumisión de estrangulamiento trasero desnudo en la segunda ronda.
Cannetti se enfrentó a Danaa Batgerel el 7 de marzo de 2020 en UFC 248. Perdió el combate por nocaut en el primer asalto.
Cannetti estaba programado para enfrentarse a Mario Bautista el 28 de agosto de 2021 en UFC on ESPN: Barboza vs. Chikadze. Sin embargo, Bautista dio positivo por COVID-19 y fue retirado de la tarjeta, y fue reemplazado por Mana Martinez. En el pesaje, Martinez pesó 140 libras, cuatro libras por encima del límite de la pelea de peso gallo sin título. Por lo tanto el combate se desarrolló en un peso acordado y Martínez perdió el 30% de su bolsa a favor de Cannetti. Cannetti perdió el combate por decisión dividida.
Cannetti enfrentó a Kris Moutinho el 12 de marzo de 2022 en UFC Fight Night 203. Ganó la pelea por TKO en el primer asalto.
Cannetti enfrentó a Randy Costa el 1 de octubre de 2022 en UFC Fight Night 211. Ganó la pelea por sumisión en el primer asalto. Esta victoria lo haría merecedor de su primer premio de Actuación de la Noche.
El combate entre Cannetti y Mario Bautista fue reprogramada para UFC Fight Night 221 el 11 de marzo de 2023. Perdió la pelea por estrangulamiento trasero desnudo en el primer asalto.
Guido Cannetti se retiró en su pelea con Bautista y ya no forma parte de la UFC desde el 29 de marzo de 2023

## Campeonatos y logros
- Ultimate Fighting Championship
  - Actuación de la Noche (Una vez) vs. Randy Costa.[30]
  - Record: 5ta sumisión más rápida dentro de la división vs. Randy Costa
  - Pelea de la noche (una vez) vs. Henry Briones.[9]

## Récord de artes marciales mixtas
| Récord profesional | Récord profesional | Récord profesional |
| ------------------ | ------------------ | ------------------ |
| 17 peleas          | 10 victorias       | 7 derrotas         |
| Por nocaut         | 4                  | 1                  |
| Por sumisión       | 4                  | 5                  |
| Por decisión       | 2                  | 1                  |

| Res.     | Registro | Adversario         | Método                                    | Evento                                    | Fecha                   | Ronda | Hora | Localización      | Notas                                                          |
| -------- | -------- | ------------------ | ----------------------------------------- | ----------------------------------------- | ----------------------- | ----- | ---- | ----------------- | -------------------------------------------------------------- |
| Derrota  | 10–7     | Mario Bautista     | Sumisión (estrangulamiento por detrás)    | UFC Fight Night: Yan vs. Dvalishvili      | 11 de marzo de 2023     | 1     | 3:18 | Las Vegas, Nevada |                                                                |
| Victoria | 10–6     | Randy Costa        | Sumisión (estrangulamiento por detrás)    | UFC Fight Night: Dern vs. Yan             | 1 de octubre de 2022    | 1     | 2:06 | Las Vegas, Nevada |                                                                |
| Victoria | 9–6      | Kris Moutinho      | TKO (puñetazos)                           | UFC Fight Night: Santos vs. Ankalaev      | 12 de marzo de 2022     | 1     | 2:06 | Las Vegas, Nevada |                                                                |
| Derrota  | 8–6      | Mana Martinez      | Decisión (dividida)                       | UFC on ESPN: Barboza vs. Chikadze         | 28 de agosto de 2021    | 3     | 5:00 | Las Vegas,        | Combate de peso pactado (140 libras); Martinez no dio el peso. |
| Derrota  | 8–5      | Danaa Batgerel     | KO (puñetazos)                            | UFC 248                                   | 7 de marzo de 2020      | 1     | 3:01 | Las Vegas,        |                                                                |
| Derrota  | 8–4      | Marlon Vera        | Sumisión (estrangulamiento por detrás)    | UFC Fight Night: Magny contra Ponzinibbio | 17 de noviembre de 2018 | 2     | 1:31 | Buenos Aires,     |                                                                |
| Victoria | 8–3      | Diego Rivas        | Decisión (unánime)                        | UFC Fight Night: Maia vs.Usman            | 19 de mayo de 2018      | 3     | 5:00 | Santiago,         |                                                                |
| Derrota  | 7-3      | Kyung Ho Kang      | Sumisión (estrangulamiento por triángulo) | UFC Fight Night: Stephens vs. Choi        | 14 de enero de 2018     | 1     | 4:53 | San Luis,         |                                                                |
| Victoria | 7-2      | Hugo Viana         | Decisión (unánime)                        | UFC 190                                   | 1 de agosto de 2015     | 3     | 5:00 | Río de janeiro,   |                                                                |
| Derrota  | 6-2      | Henry Briones      | Sumisión (estrangulamiento por detrás)    | UFC 180                                   | 15 de noviembre de 2014 | 2     | 1:44 | Ciudad de México, | Pelea de la Noche.                                             |
| Victoria | 6–1      | Eliazar Rodríguez  | Sumisión (estrangulamiento por detrás)    | Serie 11 de MMA de Jackson                | 10 de agosto de 2013    | 1     | 4:29 | Albuquerque,      | Debut en el peso gallo.                                        |
| Victoria | 5–1      | Rafael Dias        | KO (puñetazos)                            | Combate Bitetti 12                        | 8 de septiembre de 2012 | 1     | 0:11 | Río de Janeiro,   | Combate de peso pluma.                                         |
| Victoria | 4–1      | Jack Guzman        | TKO (puñetazos)                           | Convicción MMA 3: Argentina vs.Perú       | 14 de julio de 2012     | 1     | 2:46 | Buenos Aires,     |                                                                |
| Victoria | 3-1      | Benjamín Arroyo    | Sumisión (estrangulamiento por detrás)    | Concurso de MMA: Argentina vs.Chile       | 9 de abril de 2011      | 1     | 1:49 | Buenos Aires,     |                                                                |
| Derrota  | 2-1      | Cristiano Marcello | Sumisión (estrangulamiento por detrás)    | Bitetti Combat 8: 100 años de Corinthians | 4 de diciembre de 2010  | 1     | 1:52 | São Paulo,        |                                                                |
| Victoria | 2-0      | Enrique Chimeyo    | TKO (puñetazos)                           | Sin Piedad: Argentina vs.México           | 20 de agosto de 2009    | 1     | 3:30 | Buenos Aires,     |                                                                |
| Victoria | 1–0      | Santiago Terbalca  | Sumisión (estrangulamiento por detrás)    | Real Fights 3: Peleas subterráneas        | 22 de diciembre de 2007 | 1     | N/A  | Buenos Aires,     |                                                                |